# Warin von Mâcon
Warin, Graf von Mâcon († Anfang 853) war zur Zeit Kaiser Ludwigs des Frommen und Karls II. des Kahlen eine der einflussreichsten Persönlichkeiten des Fränkischen Reiches. Unter Ludwig trat er besonders während der Krisenjahre 830 und 833/834 hervor; in den ersten Regierungsjahren Karls des Kahlen wurde er zu einem der mächtigsten Männer des Westfrankenreichs. Mit seinen Truppen kämpfte er in der Schlacht von Fontenoy (841) auf Seiten Karls und trug entscheidend zu dessen Sieg bei. 843 spielte er eine maßgebliche Rolle im Vertrag von Coulaines.
Sein vermutlicher Sohn ist Isembard, 853–858 genannt, Graf von Autun, Graf von Chalon, Graf von Mâcon und Graf von Dijon (siehe: Grafen von Dijon).